# William J. Purman

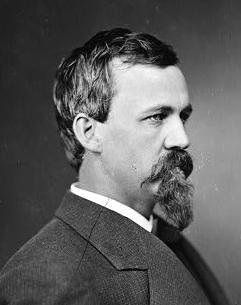
William J. Purman

William James Purman (* 11. April 1840 in Millheim, Centre County, Pennsylvania; † 14. August 1928 in Washington, D.C.) war ein US-amerikanischer Politiker. Zwischen 1873 und 1877 vertrat er den Bundesstaat Florida im US-Repräsentantenhaus.

## Werdegang
William Purman besuchte die öffentlichen Schulen seiner Heimat und die Aaronsburg Academy. Danach arbeitete er zunächst als Lehrer. Später studierte er in Lock Haven Jura. Während des Bürgerkrieges war Purman als Soldat im Heer der Union für das Kriegsministerium in Washington tätig. Im Jahr 1865 wurde er in das besetzte Florida versetzt, wo er als Mitglied der Republikanischen Partei eine politische Laufbahn begann.
Seit 1868 praktizierte Purman als Rechtsanwalt in Tallahassee. Im Jahr 1868 war er Mitglied einer Versammlung zur Überarbeitung der Verfassung von Florida. Zwischen 1869 und 1872 saß er im Staatssenat. 1869 lehnte er eine ihm angetragene Ernennung zum Secretary of State von Florida ab. Im gleichen Jahr war er Mitglied einer Verhandlungskommission, die mit Unterhändlern aus dem Staat Alabama über die Abtretung der westlichen Gebiete von Florida an Alabama verhandelten. Ein entsprechender Vertrag wurde dann aber in Alabama nicht ratifiziert. In den Jahren 1870 bis 1872 arbeitete Purman für die Bundesfinanzbehörden in Florida. Im gleichen Zeitraum war er republikanischer Parteivorsitzender in seinem Staat. Von 1876 bis 1880 gehörte Purman auch dem Republican National Committee an.
Purman war auch für eine Legislaturperiode Abgeordneter im Repräsentantenhaus von Florida. Bei den Kongresswahlen des Jahres 1872 wurde er dann im ersten Wahlbezirk von Florida in das US-Repräsentantenhaus in Washington gewählt, wo er am 4. März 1873 die Nachfolge von Silas L. Niblack antrat, den er bei der Wahl geschlagen hatte. Nach einer Wiederwahl im Jahr 1874 konnte er bis zum 3. März 1877 zwei Legislaturperioden im Kongress absolvieren. Im Jahr 1876 wurde Purman nicht bestätigt. Nach seinem Ausscheiden aus dem US-Repräsentantenhaus kehrte er im Jahr 1878 in seinen Geburtsort Millheim zurück, wo er in der Landwirtschaft arbeitete. Im Jahr 1883 zog er nach Boston. Seinen Ruhestand verbrachte William Purman in der Bundeshauptstadt Washington, wo er am 14. August 1928 im Alter von 88 Jahren verstarb.